# Schwarzer Graben (Berlin-Spandauer Schifffahrtskanal)

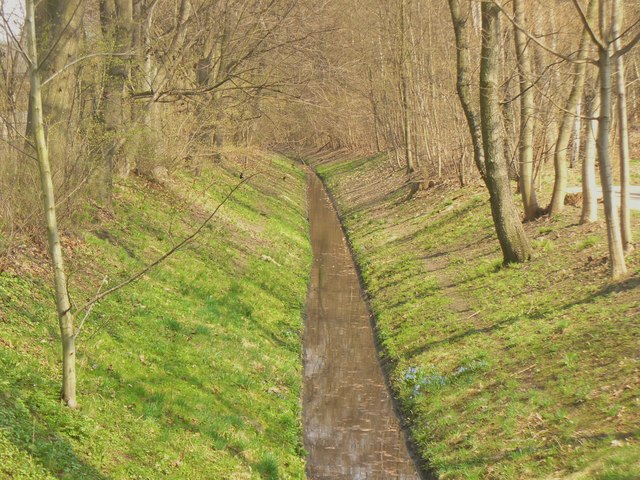
Der Schwarze Graben in den Rehbergen

Der Schwarze Graben ist ein Fließgewässer 2. Ordnung im Nordwesten Berlins. Er verläuft vom Schäfersee über das Septimerbecken durch die Bezirke Reinickendorf und Mitte und mündet schließlich westlich des Volksparks Rehberge in den Hohenzollernkanal. Neben der Entwässerung des Schäfersees dient er der Regenwasserableitung der umgebenden Bebauung, und bildet über den unweit des Kurt-Schumacher-Platzes abzweigenden Schwarzer-Graben-Kanal den wichtigsten Regenwasserzulauf des Tegeler Flughafensees.

## Geschichte
Der Graben wurde schon im Jahre 1678 als Bieselpfuhl, auch Engelsteich genannt, erwähnt. Die anliegende Teichstraße in Reinickendorf erhielt danach ihren Namen.